# Ярмарочная улица (Казань)
Ярмарочная улица (Ярморочная, тат. Ярминкә урамы, Yärminkä uramı) — ныне не существующая улица в Вахитовском районе Казани.

## География
Улица находилась между Кремлём и Булаком, шла параллельно улице Баумана, пересекала улицы Ташаяк и Кремлёвская.

## История
Местность, на которой находилась улица, была заселена ещё в ханские времена, однако находилась за пределами городских стен. После захвата Казани русскими крепость была расширена, и местность между Кремлём и Булаком оказалась внутри неё. В современном виде улица сформировалась во второй половине XVIII века в результате реконструкции города по «регулярному» плану, составленному Василием Кафтыревым. Преимущественно деревянная застройка улицы сменилась каменной ко второй половине XIX века. До революции 1917 года административно относилась к 1-й полицейской части и на планах города изображалась либо как часть Правой набережной Булака, либо как безымянная улица. После введения районного деления в Казани относилась к Бауманскому, Дзержинскому и Бауманскому (по улице проходила граница этих районов), затем вновь Бауманскому районам.
В 1914 году постановлением Казанской городской думы улица была переименована в Ярмарочную, однако, по-видимому это название фактически не использовалось, так как во второй половине 1920-х годов улица была вновь переименована в Ярмарочную.
В связи с возникновением Куйбышевского водохранилища, во второй половине 1950-х годов была реконструирована Ленинская дамба, также для защиты города от подтопления Казанкой была сооружена Кремлёвская дамба; в связи с этим была снесена почти вся чётная часть улицы севернее улицы Ташаяк и вся нечётная её часть.
В первой половине 2000-х годов все оставшиеся дома на улице были снесены, а улица стала частью Ярмарочной площади.

## Примечательные объекты
- № 8/4 — в этом доме находились швейная фабрика «Динамо» (1950—200?) и детприёмник МВД ТАССР.

## Известные жители
- В доме № 15 в 1950-е проживал татарский поэт, переводчик и журналист Мунир Мазунов.[14]

### Комментарии
1. ↑  арабица: يەرمىنكە ئورامىٰ, яналиф: Jərminkə uramь